# Rudolf Hrušínský mladší
Rudolf Hrušínský mladší, rodným jménem Rudolf Jaroslav Hrušínský, (* 5. října 1946 Praha) je český herec, syn herce Rudolfa Hrušínského staršího, starší bratr herce Jana Hrušínského a otec Rudolfa Hrušínského nejmladšího.

## Život
Po ukončení školní docházky studoval na Státní konzervatoři v Praze hru na akordeon a klavír, v pomaturitním ročníku přešel na DAMU, kterou absolvoval v roce 1974. Poté vystupoval v pražském divadélku Ateliér, od roku 1978 dvacet sezon v Činoherním klubu. V současnosti hraje především v Divadle Bez zábradlí, patří k úspěšným filmovým i televizním hercům, spolupracuje s rozhlasem a dabingem.
Objevil se mj. ve filmech Signum laudis, Jára Cimrman ležící, spící, Rozpuštěný a vypuštěný, Postřižiny, Slavnosti sněženek, Vesničko má středisková, Dobří holubi se vracejí, Obecná škola, Černí baroni, Akumulátor 1, Knoflíkáři, Obsluhoval jsem anglického krále.
Ve filmech Byl jednou jeden polda hrál patologa Slavíčka.
Zahrál si v seriálech Cirkus Humberto, Dobrodružství kriminalistiky, Zdivočelá země, Hospoda a Duch český. Od roku 2005 hraje postavu domovníka Vlastimila Peška v seriálu TV Nova Ulice.
Je, stejně tak jako byl i jeho otec, vášnivý rybář.
Vzdálenými příbuznými Rudolfa Hrušínského je herecký rod Petra Kostky. – Oba herecké rody mají společného předka, kterým byl herec Hynek Mušek.

## Filmografie, výběr
- Lítost (1970) - hraje spolu s otcem a mladším bratrem
- Škaredá dědina (1975) - slabomyslný Ondryš
- My z konce světa (1975) - seriál
- Talíře nad Velkým Malíkovem (1977) - řidič autobusu
- Zastřený barevný svět (1979) - TV film
- Signum laudis (1980) - voják-kočí
- Postřižiny (1980) - sladovník v pivovaře
- Pozor, vizita! (1980) - saniťák / hraje spolu s otcem
- Tajemství Ďáblovy kapsy (1980) - TV film
- Upír z Feratu (1981) - střihač z televize
- Skály mé vyprahlé země (1982) - TV film
- Dlouhá bílá stopa (1982) - seriál

- Jára Cimrman, ležící, spící (1983) - herec hrající Tomáše Edla
- Slavnosti Sněženek (1983) - pomocník traktoristy / hraje spolu s otcem
- Společnost s ručením omezeným (1983) - TV film
- Lekár umierajúceho času (1983) - seriál
- Tranzit (1983) - TV film
- Všechno nebo nic (1984) - mechanik Zibrín
- Atomová katedrála (1984) - řidič Moravčík
- Moje srdcová sedma (1984) - seriál
- Poločas štěstí (1984) - invalida Mirek Matýsek
- Vyhrávat potichu (1984) - opilec Ferenc
- Rozpuštěný a vypuštěný (1984) - univerzální dědic Arnošt Sýkorka, 11. podezřelý / hraje spolu s otcem
- Noc smaragdového měsíce (1984) - kameník Oskar
- Pozor, je ozbrojen! (1984) - TV film
- Tlustý pradědeček (1984) - TV film
- Experiment Eva (1985) - Pavel, Helenin manžel
- Mravenci nesou smrt (1985) - lázeňský masér Láďa Černý
- Vesničko má středisková (1985) - mechanik Drápalík / hraje spolu s otcem
- Každý má svůj den (1985) - TV film
- Marné cesty holubů (1985) - TV film
- Černá punčocha (1986) - kriminalista Kříž
- Bumerang (1986) - TV film
- Klobouk, měšec a láska (1986) - TV film / pohádka
- O princezně, která ráčkovala (1986) - TV film / pohádka
- Pohádka o lidské duši (1986) - TV film / pohádka
- Studentská balada (1986) - TV film
- Žádost o přeložení (1986) - TV film
- Mág (1987) - komandant stráže
- Narozeniny režiséra Z. K. (1987) - muž ve sběrně fotozakázek
- Sychravé království (1987) - TV film / pohádka
- Kinkongova smrt (1987) - TV film
- Nepolepšitelný starý muž (1987) - TV film
- Dobří holubi se vracejí (1988) - pacient Obuli, Janošíkův poskok / hraje spolu s otcem
- Uf-oni jsou tady (1988) - Mackův otec
- Cirkus Humberto (1988) - seriál
- Bronzová spirála (1988) - seriál
- Milionová láska (1988) - TV film
- Zlatá flétna (1988) - TV film
- Konec starých časů (1989) - kočí Emilek
- Dobrodružství kriminalistiky (1989) - seriál
- Příběh ’88 (1989) - gynekolog
- Sedm oběšených (1989) - nádeník Ivan Janson
- Cesty ze slepých map (1989) - TV film
- Stačí stisknout (1989) - TV film
- Svědek umírajícího času (1990) - opilý důstojník s děvčaty / hraje spolu s otcem
- Jen o rodinných záležitostech (1990) - tajný
- Ahmed a Hazar (1990) - TV film
- Zvonokosy (1990) - TV film
- Die Wette (1990) - TV film
- Radostný život posmrtný (1990) - TV film
- Žebrácká opera (1991) - četník-vězeň John / hraje spolu s otcem
- Hřbitov pro cizince (1991) - TV film
- Zálety koňského handlíře (1991) - TV film
- Obecná škola (1991) - karbaník Bohouš Čejka, Tondův otec / hraje spolu s otcem
- Černí baroni (1992) - kapitán MUDr. Hořec, vojenský lékař
- Kafka to taky neměl lehký (1992) - TV film
- O princi, který měl o kolečko ví (1992) - TV film / pohádka
- Život a neobyčejná dobrodružství vojáka Ivana Čonkina (1993) - mluví
- Krvavý román (1993) - sluha Kuba
- Mistr Kampanus (1993) - TV film
- Zvláštní schopnosti (1993) - TV film
- Akumulátor 1 (1994) - vrátný Pitrýsek
- Lepší pán (1994) - TV film
- O zvířatech a lidech (1994) - seriál
- Laskavý divák promine (1994) - seriál
- Příběh kriminálního rady (1994) - TV film
- Televize (1994) - TV film
- Byl jednou jeden polda (1995) - patolog MUDr. Slavíček
- Hříchy pro diváky detektivek (1995) - seriál
- Kouzelný měšec (1996) - Huhla / pohádka
- Hospoda (1996) - seriál
- Akáty bílé (1996) - Hloupější
- Zdivočelá země (1997,2001) - Šedivý
- Pražský písničkář (1997) - seriál
- Knoflíkáři (1997) - muž, který nepřispěl / povídka Pitomci
- Konto separato (1997) - Krul
- Byl jednou jeden polda II – major Maisner opět zasahuje! (1997) - patolog MUDr. Slavíček
- Jezerní královna (1998) - žalářník / pohádka
- Život na zámku (1998) - seriál
- Na lavici obžalovaných justice (1998) - seriál
- Motel Anathema (1998) - seriál
- Byl jednou jeden polda III – major Maisner a tančící drak! (1999) - patolog MUDr. Slavíček
- Návštěva staré dámy (1999) - TV film
- Nemocnice na pokraji zkázy (1999) - seriál
- Hotel Herbich (1999) - seriál
- Polojasno (1999) - TV film
- Velký případ (1999) - TV film
- Hurá na medvěda! (2000) - Romanův otec
- Tuláci (2000) - šéf sběrny
- Pra pra pra (2000) - seriál
- Oběti (2000) - seriál
- Český Robinson (2000) - TV film
- Žabák (2001) - TV film
- Černí andělé (2001) - seriál
- Duch český (2001) - seriál
- Kožené slunce (2002) - TV film
- Miláček (2002) - TV film
- Malvína (2003) - Randásek
- Lakomec (2003) - TV film
- Malvína (2003) - TV film
- Společník (2003) - TV film
- In nomine Patris (2004) - TV film
- Nadměrné maličkosti (2004) - seriál
- Návrat zbloudilého pastýře (2004) - TV film
- Jasnovidec (2005) - TV film
- Ulice (2005 - doposud) - seriál / Domovník Pešek
- Psí kus (2005) - TV film
- Obsluhoval jsem anglického krále (2006) - Tichota
- Náves (2006) - seriál
- Poslední plavky (2007) - elektrikář Pepa Vrtílek, penzista
- Stop (2007) - TV film
- Škola Na Výsluní (2007) - seriál
- Trapasy (2007) - seriál
- Hraběnky (2007) - seriál
- Ulice: Zlatá muška (2007) - TV film
- Operace Dunaj (2009) - Kulka
- Tacho (2010) - primář
- 3 plus 1 s Miroslavem Donutilem (2010) - seriál
- Láska je láska (2012) - Jehlička
- Bastardi III (2012) - soudce Borna
- Bastardi (2014) - seriál

- Jak básníci čekají na zázrak (2016) - penzista s plnovousem
- Decibely lásky (2016) - Láďa Hovorka
- Kapitán Exner (2017) - seriál
- Léto s gentlemanem (2019) - karbaník Ríša
- Čechovi (2019) - seriál
- Ach, ta láska nebeská... (2020) - TV film
- Stáří není pro sraby (2022) - Josef
- Agrometal (2023) - seriál / scénář : Rudolf Hrušínský nejml.

## Divadlo
Aktuální angažmá (k 11.1.2025)
Divadlo Bez zábradlí
- Kdes to byl(a) v noci
- Blbec k večeři
- Terasa a Kvartet

Agentura Harlekýn Václava Hanzlíčka
- Bosé nohy v parku

Dřívější angažmá
Národní divadlo - sezona 1971-1972
- Othell - posel na Kypru [9]

Činoherní klub
- Tři v tom (1978) - role: cola
- Hejtman Z Kopníku (1980) - role: Střihač Wabschke, Kalle, Radní Rau, Výhybkář
- Povídky z Vídeňského lesa (1981) - role: Erich
- Něžný barbar (1981) - role: Eman
- Hráči (1982) - role: Glov, jeho syn
- Marianniny rozmary (1983) - role: Coelio
- Les (1984) - role: Petr
- Bez roucha (1986) - role: Tim Allgood
- DVACET MINUT S ANDĚLEM (PROVINČNÍ ANEKDOTY) (1987) - role: Stupak
- Dům (1988) - role: Petr Jasný, mladý muž s kyticí
- Obsluhoval jsem anglického krále (1989) - role: Jan Dítě II, Kůň
- Žebrácká opera (1990) - role: Harold, vězeňský dozorce
- UTRPENÍ MLADÉHO MEDARDA (1991) - role: Wachshuber, majitel lahůdkářství
- Mumraj (1991) - role: Davydov, úředník
- Hadrián z Římsů (1992) - role: Srpoš, žoldnéř
- Lakomec (1992) - role: Komisař
- Nahé odvídati (1993) - role: Alfredo Cantavalle, novinář
- Lulu (1994) - role: Casti-Piani
- Figarova svatba (1994) - role: Don Goussaupasse
- Ženitba (1995) - role: Nenažraný, přednosta hospodářsko-správního odboru
- Kosmické jaro (1995) - role: Šonka
- Třetí zvonění (1997) - role: Pilz
- LESODUCH (2000) - role: Ivan Orlovskij, statkář [10]

## Ocenění
- TýTý (2008) - herec roku
- TýTý (2009) - herec roku
- TýTý (2011) - herec roku[11][12]

### Nominace
- Český lev 1997 – Knoflíkáři – Nejlepší mužský herecký výkon v hlavní roli (1998)